# Don Welsh
Donald „Don“ Welsh (* 25. Februar 1911 in Manchester; † 2. Februar 1990 in Stevenage) war ein englischer Fußballspieler und -trainer. Als Spieler gewann der Halbstürmer mit Charlton Athletic 1947 den FA Cup. Später trainierte er unter anderem zwischen 1951 und 1956 den FC Liverpool.

## Sportlicher Werdegang

### Spielerlaufbahn
Welsh wurde als jüngstes von drei Kindern in der Familie in Manchester geboren. Sein schottischer Vater arbeitete als Emaillist für das hiesige Wasserwirtschaftsamt und nach ersten fußballerischen Erfahrungen des Sprösslings für seine Schule in Manchester und Spielen für die Stadt und in der Regionalauswahl zog es die Familie in den Süden Englands. Welsh schloss sich der Royal Navy an und von dort begann er die aktive Laufbahn im Februar 1933 in der Südstaffel der dritten Liga bei Torquay United – bis Juli 1934 zunächst auf Amateurbasis. Im Februar 1935 wechselte er für die Ablösesumme von 3.250 Pfund nach London zu Charlton Athletic. Charlton war gerade in die zweite Liga aufgestiegen und in den restlichen Spielen der Saison 1934/35 gelang dem Klub als Vizemeister der Second Division der Durchmarsch in die höchste englische Spielklasse. Welsh gelang als flexibel einsetzbar, konnte gleichsam als linker Halbstürmer und Mittelstürmer sowie defensiver als Mittelläufer oder linker Außenläufer auflaufen und besaß Führungsqualitäten.
Fortan etablierte sich Welsh mit Charlton in der First Division, wurde Mannschaftskapitän und absolvierte zwischen Mai 1938 und Mai 1939 drei A-Länderspiele für England (mit einem Tor bei seinem letzten Auftritt gegen Rumänien (2:0)). Im Verlauf der kriegsbedingten Unterbrechung des offiziellen Spielbetriebs bestritt Welsh noch weitere inoffizielle Partien für England und schoss dabei zahlreiche Tore (darunter alle vier bei einem 4:0-Sieg gegen Wales). Nach dem Krieg kehrte Welsh als Spieler von Charlton Athletic zurück. Hier führte er das Team 1946 und 1947 in zwei Endspielen des FA Cups als Kapitän an und gewann das Finale 1947 gegen den FC Burnley mit 1:0. Im November 1947 beendete er die aktive Karriere, um kurz darauf eine Trainerlaufbahn zu starten.

### Trainerkarriere
Nach einem holprigen Start als Trainer von Brighton & Hove Albion in seiner ersten Saison 1947/48 als Tabellenletzter der Third Division South führte Welsh den Klub in den folgenden zwei Jahren in die obere Tabellenhälfte. Damit beförderte er sich in den Fokus des Erstligisten FC Liverpool. Dort man auf der Suche nach einem Nachfolger für den gesundheitlich angeschlagenen George Kay. Welsh zählte auch deswegen zu den Kandidaten, weil er sich als Gastspieler im Zweiten Weltkrieg für Liverpool einen Namen gemacht hatte, und auch noch zu Spielerzeiten mit dem Gedanken gespielt hatte, sich dem Liverpool-Trainerstab anzuschließen.
Im März 1951 übernahm Welsh in Liverpool ein Team, das im Tabellenmittelfeld „feststeckte“ und daran litt, dass alternde Leistungsträger wie Jack Balmer und Albert Stubbins nicht adäquat ersetzt werden konnten und die Spielweise zu abhängig von seinem „Starspieler“ Billy Liddell war. Welsh versuchte unter anderem das Training abwechslungsreicher als zuvor zu gestalten, um somit der zuvor festgestellten „Monotonie“ entgegenzuwirken und somit neue Akzente zu setzen. Er konnte damit aber das weitere Abgleiten in die untere Tabellenhälfte nicht aufhalten. Welsh versuchte das Blatt im Dezember 1953 zu wenden, indem er für insgesamt etwa 45.000 Pfund Spieler wie Dave Underwood (vom FC Watford), Frank Lock und John Evans (von Charlton Athletic), Geoff Twentyman (von Carlisle United) und Tom McNulty (von Manchester United) verpflichtete. Dessen ungeachtet stieg der FC Liverpool als Tabellenletzter der Saison 1953/54 mit gerade einmal neun Siegen aus 42 Spielen ab. Der im Verein und bei den Spielern beliebte Welsh blieb trotz dieser Enttäuschung im Amt und mit großen Optimismus versuchte sich der Klub im Jahr darauf daran, den direkten Wiederaufstieg zu realisieren. Es sprang jedoch nur Platz 11 in der Spielzeit 1954/55 heraus und vor allem die 1:9-Niederlage gegen Birmingham City sorgte dafür, dass auch Welsh verstärkt kritisiert wurde. Nach einem weiteren Jahr, in dem Liverpool auf dem dritten Rang das Ziel – wenngleich knapper – erneut verfehlte, entließ der Klub seinen glücklosen Trainer.
Welsh spielte mit dem Gedanken, den Trainerberuf dauerhaft aufzugeben und betätigte sich stattdessen als Gastwirt. Kurz vor Beginn der Saison 1958/59 heuerte er dann bei Bournemouth & Boscombe Athletic in der nun eingleisigen dritten Liga an. Dort belegte er in zwei Jahren jeweils einen Platz im Tabellenmittelfeld, bevor eine sportliche Krise in der Spielzeit 1960/61 für seine Entlassung sorgte. Zwischen Juli 1963 und November 1964 arbeitete er noch im Amateurbereich für die Wycombe Wanderers, bevor er zu Charlton Athletic zurückkehrte, um dort im administrativen Bereich tätig zu sein. Er verstarb im Februar 1990 78-jährig in der Stadt Stevenage.

## Titel/Auszeichnungen
- Englischer Pokalsieger (1): 1947